# Boedromión
Boedromión o Badromión (en griego antiguo, Βοηδρομιών, Βαδρομιών) era el tercer mes del calendario ático en la Antigua Grecia, (circa 400 a. C.), y que se correspondía aproximadamente con parte de los meses de septiembre y octubre. Duraba 30 días. 
En este mes se realizaban en el Ática numerosas celebraciones. Las Niceterias tenían lugar el día 2; las Plateas el día 3; las Genesias —una fiestas funerarias que estaban dedicadas a Gea— el día 5; una festividad en honor de Artemisa Agreste y la conmemoración de la batalla de Maratón el día 6; así como las Democracias, el día 12. Por otra parte, también era el mes de inicio de los Misterios eleusinos —en honor de Deméter y Perséfone— y de la Boedromias —en honor de Apolo.